# Liste der Bodendenkmäler in Obersüßbach
Auf dieser Seite sind die Bodendenkmäler in der niederbayerischen Gemeinde Obersüßbach zusammengestellt. Diese Tabelle ist eine Teilliste der Liste der Bodendenkmäler in Bayern. Grundlage ist die Bayerische Denkmalliste, die auf Basis des Bayerischen Denkmalschutzgesetzes vom 1. Oktober 1973 erstmals erstellt wurde und seither durch das Bayerische Landesamt für Denkmalpflege geführt wird. Die folgenden Angaben ersetzen nicht die rechtsverbindliche Auskunft der Denkmalschutzbehörde.

## Bodendenkmäler der Gemeinde Obersüßbach

### Bodendenkmäler in der Gemarkung Martinszell
| Lage                   | Objekt | Akten-Nr.     | Bild |
| ---------------------- | --- | ------------- | ---- |
| Martinszell (Standort) | Ebenerdiger Ansitz des Mittelalters oder der frühen Neuzeit. Siehe auch: Burgstall Bodestall | D-2-7337-0017 |      |
| Martinszell (Standort) | Siedlung und verebnete Gräben vor- und frühgeschichtlicher Zeitstellung. | D-2-7337-0018 |      |
| Martinszell (Standort) | Untertägige mittelalterliche und frühneuzeitliche Befunde im Bereich der Katholischen Filialkirche St. Ulrich in Ulrichsried, darunter Spuren von Vorgängerbauten bzw. älteren Bauphasen. Siehe auch: St. Ulrich (Ulrichsried) | D-2-7337-0082 |      |
| Martinszell (Standort) | Untertägige mittelalterliche und frühneuzeitliche Befunde im Bereich der Katholischen Filialkirche St. Martin in Martinszell, darunter Spuren von Vorgängerbauten bzw. älteren Bauphasen.                                      | D-2-7437-0058 |      |

### Bodendenkmäler in der Gemarkung Obermünchen
| Lage                   | Objekt | Akten-Nr.     | Bild |
| ---------------------- | --- | ------------- | ---- |
| Obermünchen (Standort) | Siedlung vor- und frühgeschichtlicher Zeitstellung. | D-2-7437-0036 |      |
| Obermünchen (Standort) | Untertägige mittelalterliche und frühneuzeitliche Befunde im Bereich der Katholischen Filialkirche St. Stephan und Laurentius in Obermünchen, darunter Spuren von Vorgängerbauten bzw. älteren Bauphasen. | D-2-7437-0055 |      |

### Bodendenkmäler in der Gemarkung Obersüßbach
| Lage                   | Objekt | Akten-Nr.     | Bild |
| ---------------------- | --- | ------------- | ---- |
| Obersüßbach (Standort) | Ebenerdiger Ansitz des Mittelalters oder der frühen Neuzeit. Siehe auch: Turmhügel Abraham | D-2-7337-0019 |      |
| Obersüßbach (Standort) | Untertägige mittelalterliche und frühneuzeitliche Befunde im Bereich des abgegangenen Schlosses von Obersüßbach mit einstmaligem Wassergraben und Nebengebäuden, darunter die Spuren von Vorgängerbauten bzw. älterer Bauphasen und abgebrochenen Gebäudeteilen. | D-2-7337-0020 |      |
| Obersüßbach (Standort) | Verebnete vorgeschichtliche Grabhügel und/oder Siedlung vor- und frühgeschichtlicher Zeitstellung. | D-2-7337-0021 |      |
| Obersüßbach (Standort) | Siedlung vor- und frühgeschichtlicher Zeitstellung. | D-2-7337-0022 |      |
| Obersüßbach (Standort) | Siedlung vor- und frühgeschichtlicher Zeitstellung. | D-2-7337-0023 |      |
| Obersüßbach (Standort) | Siedlung vor- und frühgeschichtlicher Zeitstellung. | D-2-7337-0024 |      |
| Obersüßbach (Standort) | Siedlung und verebnetes Grabenwerk vor- und frühgeschichtlicher Zeitstellung. | D-2-7337-0025 |      |
| Obersüßbach (Standort) | Siedlung vor- und frühgeschichtlicher Zeitstellung. | D-2-7337-0026 |      |
| Obersüßbach (Standort) | Siedlung vor- und frühgeschichtlicher Zeitstellung. | D-2-7337-0027 |      |
| Obersüßbach (Standort) | Untertägige mittelalterliche und frühneuzeitliche Befunde im Bereich der Katholischen Pfarrkirche St. Jakobus d. Ältere in Obersüßbach, darunter Spuren von Vorgängerbauten bzw. älteren Bauphasen. Siehe auch: St. Jakob (Obersüßbach)                          | D-2-7337-0076 |      |
| Obersüßbach (Standort) | Untertägige mittelalterliche und frühneuzeitliche Befunde im Bereich der Katholischen Filialkirche St. Johannes der Täufer in Niedersüßbach, darunter Spuren von Vorgängerbauten bzw. älteren Bauphasen. Siehe auch: St. Johannes der Täufer (Niedersüßbach)     | D-2-7337-0078 |      |
| Obersüßbach (Standort) | Grabhügel vorgeschichtlicher Zeitstellung. | D-2-7437-0022 |      |
| Obersüßbach (Standort) | Grabhügel vorgeschichtlicher Zeitstellung. | D-2-7437-0037 |      |
| Obersüßbach (Standort) | Grabhügel vorgeschichtlicher Zeitstellung. | D-2-7437-0038 |      |
| Obersüßbach (Standort) | Verebnete Grabhügel vorgeschichtlicher Zeitstellung. | D-2-7437-0039 |      |
| Obersüßbach (Standort) | Siedlung vor- und frühgeschichtlicher Zeitstellung. | D-2-7437-0040 |      |
| Obersüßbach (Standort) | Siedlung vor- und frühgeschichtlicher Zeitstellung. | D-2-7437-0041 |      |